# Benedicto (Rebsorte)
Benedicto ist eine spanische Rotweinsorte, die in Aragon, entlang des Ebro-Tals, gelegentlich gefunden wird. In den Blickpunkt der Ampelographie gelangte sie, als durch Genanalysen belegt wurde, dass die bekannte Rebsorte Tempranillo aus einer natürlichen Kreuzung aus Albillo Mayor und Benedicto hervorging.
Die aus ihr produzierten, aromatischen Weine ähneln jenen des Tempranillo, sind jedoch etwas konzentrierter im Geschmack.
Auf die Dürre und Hitze der letzten Jahre (siehe hierzu beispielhaft den Artikel Dürre_und_Hitze_in_Europa_2022) reagiert die Rebsorte Tempranillo trotz einer potentiell verlängerten Vegetationsperiode mit einer Verkürzung der Vegetationsdauer (Folgen der globalen Erwärmung für den Weinbau) und schließt die Reife vor der optimalen phänologischen Reife ab. Versuche mit den Rebsorten Benedicto und Moribel (Abkömmling des Tempranillo) zeigten, dass diese Sorten mit den veränderten Gegebenheiten besser umgehen können und Weine hoher Qualität hervorbrachten.

## Ampelographische Sortenmerkmale
- Die Triebspitze ist offen. Sie ist wollig behaart, mit karminrotem Anflug. Die gelbgrünen Jungblätter sind anfangs wollig behaart und danach spinnwebig bedeckt.
- Die mittelgroßen bis großen, grünen Blätter sind fünflappig und ausgeprägt gebuchtet.
- Die mittelgroßen Trauben (ca. 52 Gramm je Traube) sind lockerbeerig aufgebaut. Die mittelgroßen, rundlichen Beeren sind von bläulich-schwarzer Farbe.

## Synonyme
Tinta Femia, Tinta Femia de Aldan.